# Biak
Biak je ostrov o rozloze 1746 km², který se nachází poblíž severního pobřeží ostrova Nová Guinea. Biak je součástí indonéské provincie Papua. Povrch ostrova je převážně rovinatý. Biak je největší ostrov v souostroví Schoutenovy ostrovy. Žije na něm okolo 120 000 obyvatel a zhruba polovina z nich ve městě Kota Biak, které je sídlem regencie Biak Numfor. Obyvatelé patří k Melanésanům, jsou známi tradičním tancem yosim pancar a dřevěnými sochami korwar. 
Prvním Evropanem na ostrově byl roku 1526 Jorge de Meneses. Za druhé světové války zde Japonci vybudovali letiště a v roce 1944 proběhla bitva o Biak, která skončila spojeneckým vítězstvím. Od roku 1962 patří ostrov Indonésii, v roce 1998 zde papuánští separatisté vztyčili vlajku jitřní hvězdy, načež indonéští vojáci zabili desítky domorodců.
Ostrov je porostlý deštným pralesem s endemickou palmou rodu Manjekia. Místními endemity jsou také ptačí druhy kruhoočko biacké a výreček Beccariův. Pobřeží je lemováno korálovými útesy. 
Nacházejí se zde zásoby niklu, mědi a ropy. Indonéská vesmírná agentura LAPAN na Biaku zakoupila půdu k postavení kosmodromu, o jehož využívání projevil zájem Roskosmos i Elon Musk, ostrované však projekt odmítají.
V únoru 1996 postihlo ostrov zemětřesení s následnou vlnou tsunami, které si vyžádalo přes sto obětí na životech.